# Batalla de Magenta

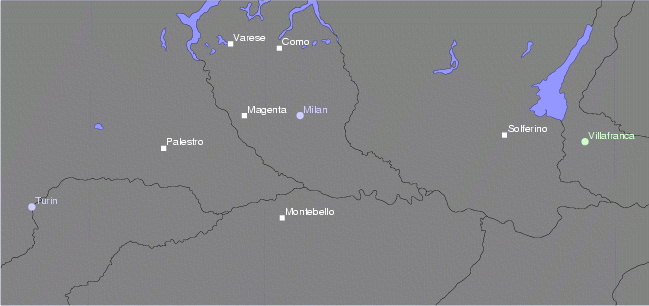
Mapa de la segunda guerra italiana de la independencia

La batalla de Magenta se inició el 4 de junio de 1859, durante la segunda guerra de independencia italiana, acabando en una victoria sardo-francesa bajo el mando de Napoleón III y en la derrota de los austriacos, bajo el mando de Ferencz Gyulai. Ocurrió cerca de la ciudad italiana de Magenta.
El conflicto entre el Piamonte y el Imperio austríaco surge a raíz del deseo de unificar Italia. Austria no estaba dispuesta a permitir la unificación, ya que en el Congreso de Viena se había asegurado una importante influencia sobre la península italiana con las anexiones del Véneto y Lombardía y su influencia sobre los ducados de Parma, Módena y Toscana al colocar en ellos a príncipes austriacos. Para ello Camilo Benso, el conde de Cavour, consigue en una entrevista con Napoleón III que este le prometa que si Austria ataca a Piamonte-Cerdeña, Francia intervendría a cambio de que se le devolviera a Francia Saboya y Niza. Cavour hace que se produzcan las hostilidades por parte de Austria y Francia se ve arrastrada a ayudar a Piamonte-Cerdeña a luchar contra el Imperio Austriaco. Esta batalla junto con la batalla de Solferino supusieron la derrota austriaca y la anexión por parte de los italianos de Lombardía.

## Preludio de la Batalla
Del 1 al 3 de junio, los franceses y piamonteses persiguieron al 2.º Ejército austriaco hasta el río Tesino, frontera entre Lombardía y Piamonte. Los austriacos establecieron una posición defensiva en Magenta, utilizando el Naviglio Grande (Un canal de agua que conecta el rio Tesino y el sur de Sesto Calende) como obstáculo natural que solo se podía cruzar por cuatro puentes. Gyulai contaba con 68.000 hombres, pertenecientes al I, II, III y VII Cuerpos. Los franceses contaban con unos 50.000 hombres, mientras que Manfredo Fanti añadió otros 12.000. Las fuerzas francesas y piamonteses cruzaron el Tesino durante la batalla de Turbigo. Los aliados cruzaron el canal por los puentes de Bernate Ticino y Boffalora sopra Ticino, situándose al norte de Magenta.

## La Batalla
Al mediodía, MacMahon se topó con elementos del II Cuerpo de Liechtenstein. El Cuerpo de la Guardia Imperial estableció contacto con los austriacos desde Buffalora hasta Magenta. A las 14:00, los zuavos de la Guardia francesa cruzaron el canal con botes, estableciendo una cabeza de puente. Eduard Clam-Gallas informó a Gyulai del ataque francés, quien envió al III Cuerpo de Schwarzenberg desde Robecco sul Naviglio, amenazando el flanco derecho francés. Canrobert llegó a tiempo para reforzar a la Guardia. Entre las 15:30 y las 17:30, Mac-Mahon lanzó un ataque contra el I y el II Cuerpo austriacos. A las 18:30, los austriacos iniciaron una retirada combativa, mientras los franceses avanzaban hacia Magenta y más allá. A las 22:00, el 2.º Ejército austriaco se retiraba hacia Abbiategrasso.
Al final de la batalla Los franco-italianos sufrieron 4,600 bajas y los austriacos 10,200.

## Repercusiones
El 8 de junio, Napoleón III y Víctor Manuel II entraron en Milán y  pocos días después, en Brescia. Entre el 23 y el 25 de mayo, el V Cuerpo del Napoleón desembarcó en Livorno y, una semana después, entró en Florencia, seguida de Parma y Módena.
Según Frederick Schneid en su libro The Second War of Italian Unification , "La derrota en Magenta significó el final para Gyulai. Retiró su ejército al río Chiese, al este de Milán, y dimitió el 16 de junio".
Patrice de Mac-Mahon (1808-1893) fue nombrado Duque de Magenta para que cumpliera con ese rol en la batalla, y, posteriormente, fue elegido presidente de la República Francesa.
El color magenta, descubierto en 1859, fue llamado así después de la batalla, como lo fue el Boulevard de Magenta en París.